# Witoorgrondgors
De witoorgrondgors (Melozone leucotis) is een zangvogel uit de familie Emberizidae (gorzen).

## Verspreiding en leefgebied
Deze soort telt 3 ondersoorten: 
- M. l. occipitalis: zuidelijk Mexico, Guatemala en El Salvador.
- M. l. nigrior: Nicaragua.
- M. l. leucotis: Costa Rica.